# Pekka Strang
Pekka Kristian Strang (Helsinque, 23 de julho de 1977) é um ator finlandês, mais conhecido por estrelar os filmes Tom of Finland (2017) e Dogs Don't Wear Pants (2019). Em outubro de 2020 ele recebeu o prêmio de Melhor Ator no Jussi Awards pelo seu papel em Dogs Don't Wear Pants.